# Dansker

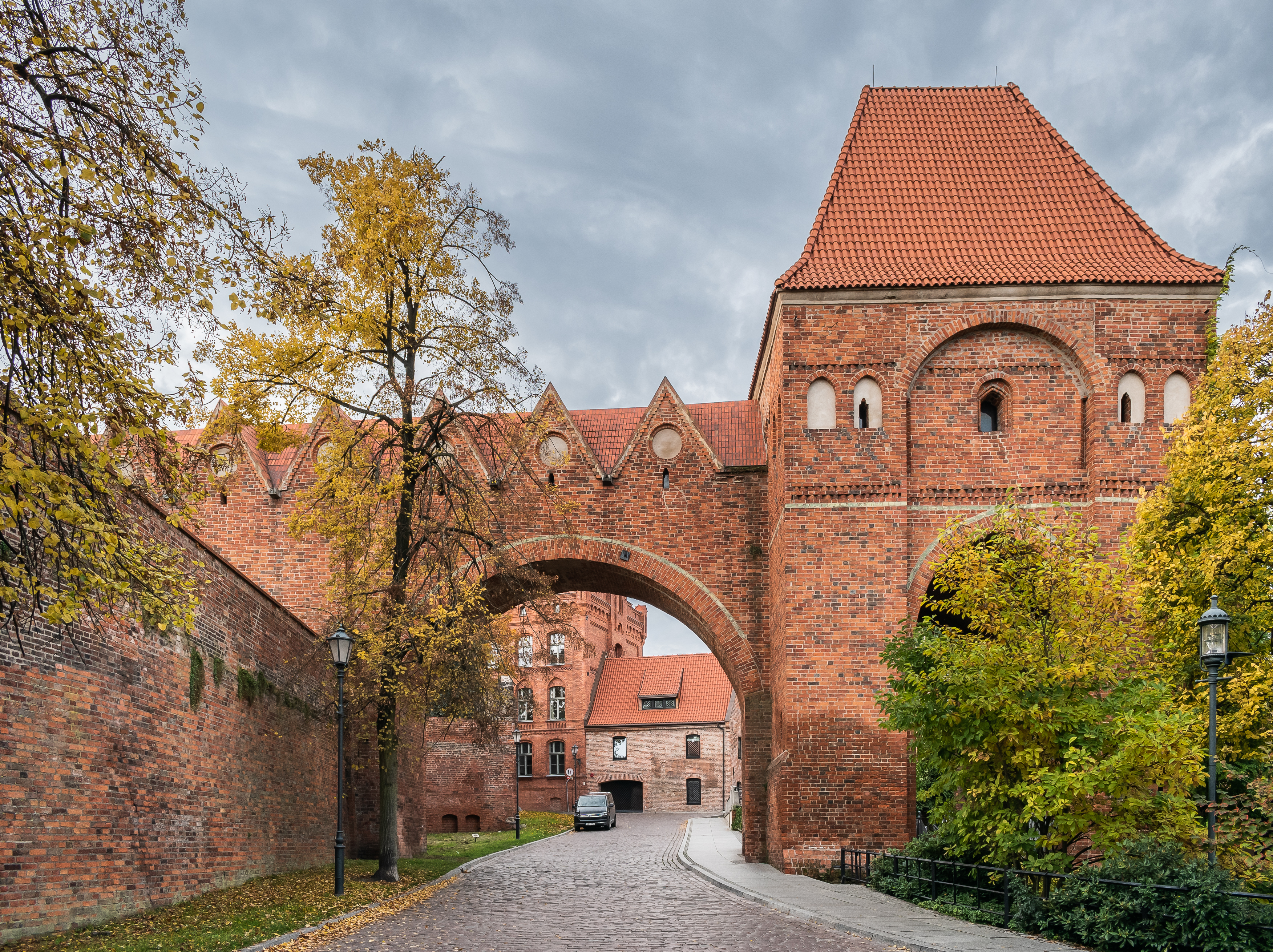
Dansker an der Ordensburg in Toruń

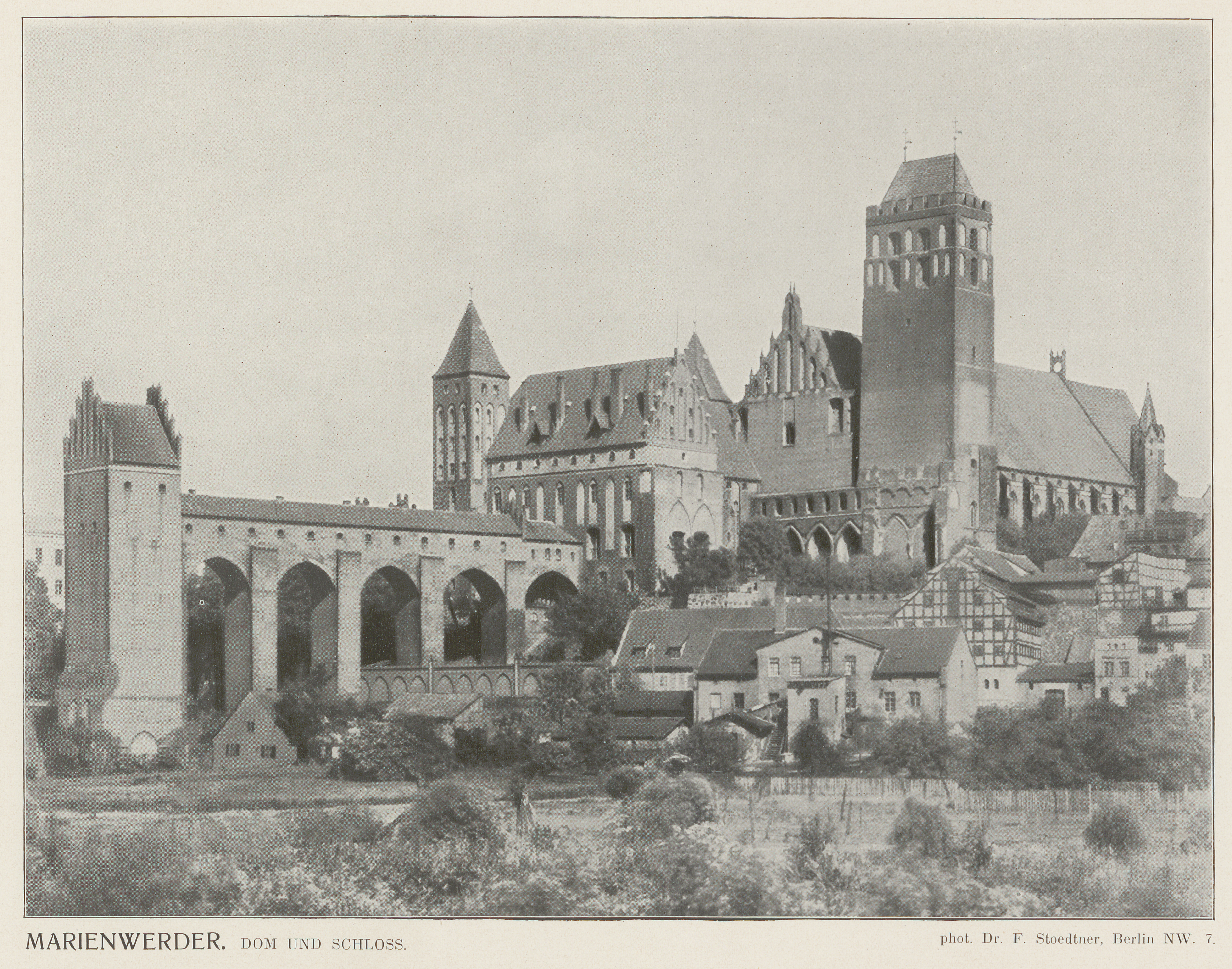
Dansker an der Ordensburg in Marienwerder

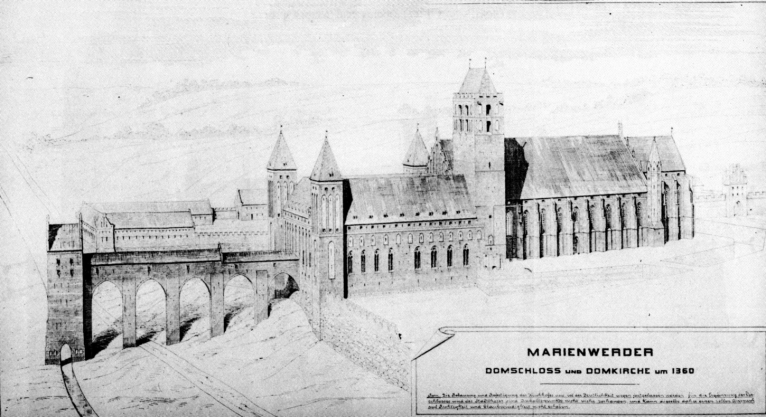
Rekonstruktionsversuch (um 1360) von Burg Marienwerder mit dem Dansker

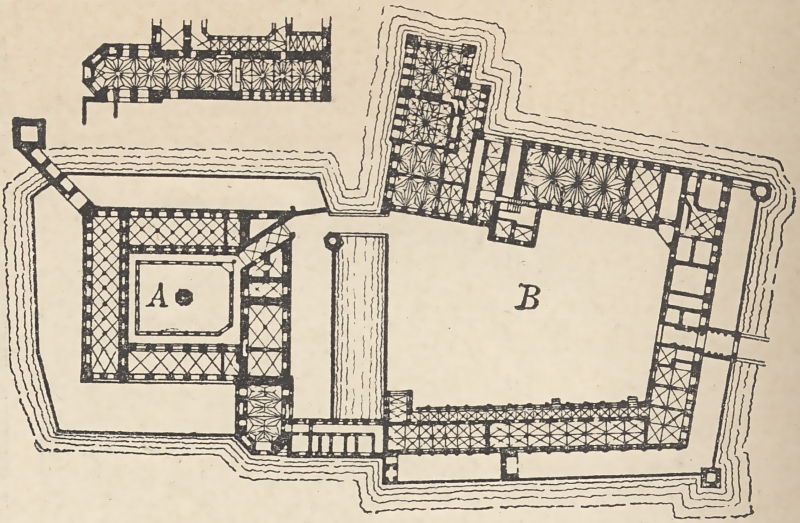
Plan der Marienburg: Hochschloss (A) mit dem Dansker (links oben)

Ein Dansker (auch Danzker) ist eine Toilettenanlage einer Burg, die in einem Turm über einem fließenden Gewässer untergebracht ist. Der Turm ist durch eine Brücke, auf der sich ein geschlossener oder überdachter Gang befindet, mit der Burg verbunden. Die Herkunft des Wortes, das 1393 erstmals gebraucht wurde, geht wohl auf die Stadt Danzig zurück und ist ein Architekturmerkmal des 13. und 14. Jahrhunderts.
Sonst dienten in Burgen und Wohnhäusern Aborterker als Toilettenanlagen. Hielten sich aber dauerhaft viele Menschen auf der Burg auf, war die Errichtung eines Danskers unter Umständen zweckmäßiger. Deshalb finden sich Dansker vor allem an deutschen Ordensburgen, welche ständig mit einer großen Zahl an Rittern besetzt waren.
Berühmtes Beispiel ist der Dansker der Ordensburg in Burg Marienwerder, der allerdings im 19. Jahrhundert rekonstruiert wurde und nicht mehr dem mittelalterlichen Zustand entspricht. Hier prägt der Dansker mit seinen Ausmaßen deutlich das Gesamtbild der Burg, weshalb in der Forschung diskutiert wurde, ob er wirklich nur eine Bedürfnisanstalt war oder nicht auch andere Funktionen wie die eines Reduits oder eines vorgelagerten Verteidigungspostens hatte. Die Verwendung des Ausdrucks Dansker bei zeitgenössischen Schriftstellern, wie auch deren architektonische Ausgestaltung ohne Zinnen oder Schießscharten sprechen aber dagegen. Es sind lediglich drei Fälle – 1361 Eckersberg, im gleichen Jahr und 1366 Johannesburg – überliefert, in denen sich belagerte Burgbesatzungen in den Dansker zurückzogen. Dabei konnten die Belagerten auch zweimal aus dem Turm entkommen.

## Burganlagen mit einem Dansker
- Burg Marienwerder, Polen
- Burg Stolberg, Nordrhein-Westfalen, Deutschland
- Burg Thorn, Polen
- Marienburg (Ordensburg), Polen
- Burg Fellin, Ruine, Estland
- Burg Tarwast, Ruine, Estland
- abgegangene Burg Eckersberg, Polen
- abgegangene Burg Lochstedt, Russland
- abgegangene Burg Johannesburg, Polen

## Literatur

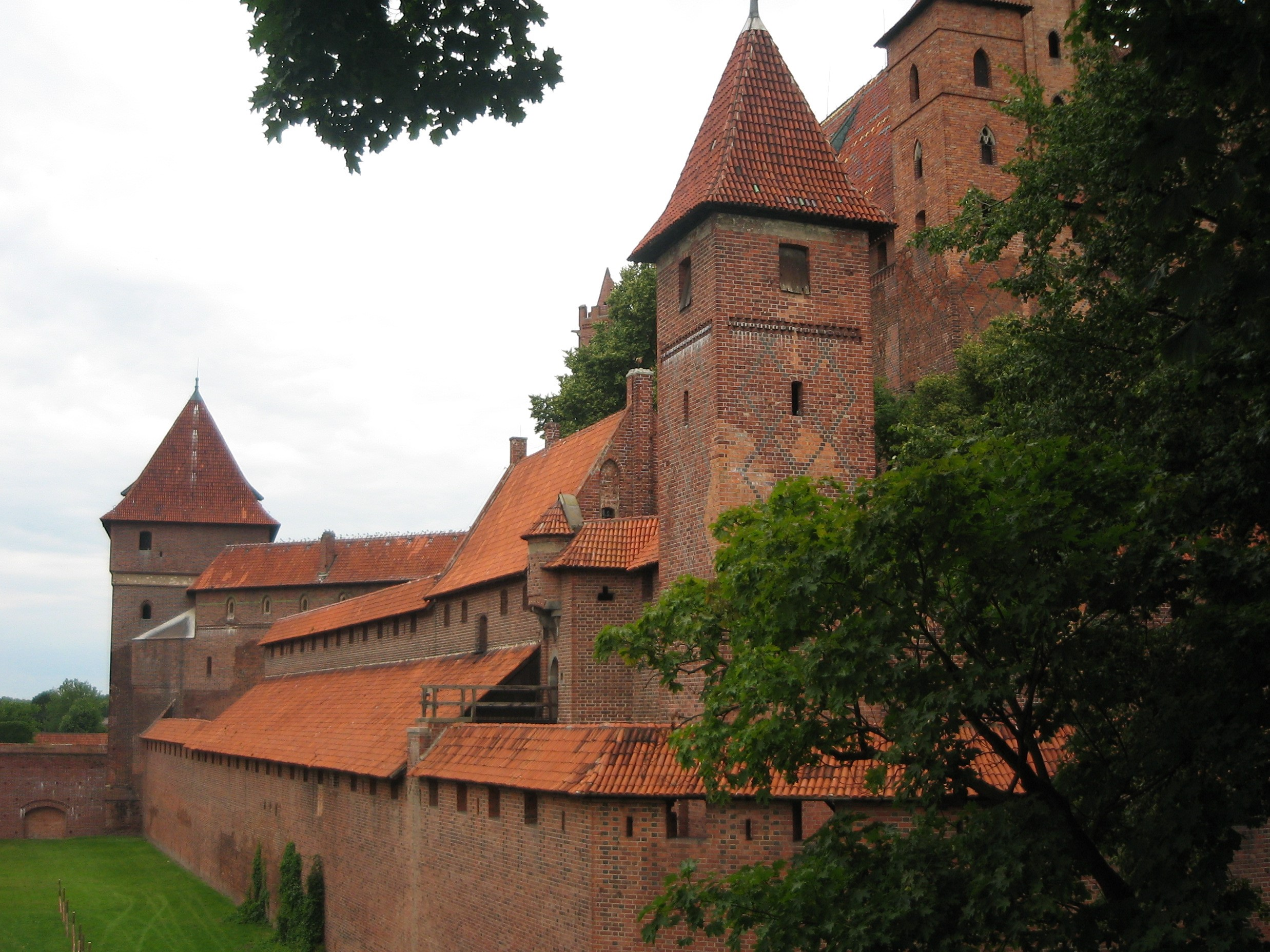
Blick zum Dansker der Marienburg (links). Der Betrachterstandpunkt entspricht etwa der linken unteren Ecke des obigen Grundrissplans.